# ماراما فوكس
ماراما كاهو فوكس هي سياسية نيوزيلندية سابقى، انتخبت لعضوية البرلمان النيوزيلندي في الانتخابات العامة لعام 2014 عن حزب الماوري. بعد انتخابها للبرلمان عين زعيمة مشاركة لحزب الماوري مع تي أوروروا فلافيل لتحل محل مؤسسة الحزب تاريانا توريا.